# (11212) Tebbutt
(11212) Tebbutt est un astéroïde de la ceinture principale.

## Description
(11212) Tebbutt est un astéroïde de la ceinture principale. Il fut découvert le 18 avril 1999 à Woomera par Frank B. Zoltowski. Il présente une orbite caractérisée par un demi-grand axe de 2,28 UA, une excentricité de 0,13 et une inclinaison de 3,1° par rapport à l'écliptique.

## Compléments